# Katabira Tomoyuki
Tomoyuki Katabira (sinh ngày 10 tháng 11 năm 1993) là một cầu thủ bóng đá người Nhật Bản.

## Sự nghiệp câu lạc bộ
Tomoyuki Katabira đã từng chơi cho YSCC Yokohama.